# Mistrovství světa v alpském lyžování 1950
11. Mistrovství světa v alpském lyžování se konalo v roce 1950 v americkám Aspenu.

## Medailové pořadí zemí
| Pořadí | Země            | Zlato | Stříbro | Bronz | Celkově |
| ------ | --------------- | ----- | ------- | ----- | ------- |
| 1.     | Rakousko (AUT)  | 3     | 3       | 1     | 7       |
| 2.     | Itálie (ITA)    | 2     | 1       | 1     | 4       |
| 3.     | Švýcarsko (SUI) | 1     | 1       | -     | 2       |
| 4.     | Francie (FRA)   | -     | 1       | 3     | 4       |
| 5.     | Norsko (NOR)    | -     | -       | 1     | 1       |
|        | Celkem          | 6     | 6       | 6     | 18      |

## Medailisté

### Muži
| Disciplína  | Zlato                             | Výkon  | Stříbro                          | Výkon  | Bronz                       | Výkon  |
| ----------- | --------------------------------- | ------ | -------------------------------- | ------ | --------------------------- | ------ |
| sjezd       | Zeno Colò Itálie (ITA)            | 2:34,4 | James Couttet Francie (FRA)      | 2:35,7 | Egon Schöpf Rakousko (AUT)  | 2:36,3 |
| slalom      | Georges Schneider Švýcarsko (SUI) | 2:06,4 | Zeno Colò Itálie (ITA)           | 2:06,7 | Stein Eriksen Norsko (NOR)  | 2:08,0 |
| obří slalom | Zeno Colò Itálie (ITA)            | 1:54,4 | Fernand Grosjean Švýcarsko (SUI) | 1:55,2 | James Couttet Francie (FRA) | 1:55,3 |

### Ženy
| Disciplína  | Zlato                          | Výkon  | Stříbro                           | Výkon  | Bronz                                 | Výkon  |
| ----------- | ------------------------------ | ------ | --------------------------------- | ------ | ------------------------------------- | ------ |
| sjezd       | Trude Beiserová Rakousko (AUT) | 2:06,6 | Erika Mahringerová Rakousko (AUT) | 2:07,5 | Georgette Thiollièreová Francie (FRA) | 2:08,4 |
| slalom      | Dagmar Romová Rakousko (AUT)   | 1:47,8 | Erika Mahringerová Rakousko (AUT) | 1:47,9 | Celina Seghiová Itálie (ITA)          | 1:49,5 |
| obří slalom | Dagmar Romová Rakousko (AUT)   | 1:29,6 | Trude Beiserová Rakousko (AUT)    | 1:29,8 | Lucienne Schmithová Francie (FRA)     | 1:30,0 |